# テストトーン
テストトーン（英語: test tone）とは、低周波発振器により発生された可聴帯域内における単一周波数の正弦波信号である。もっぱら音響機器並びに伝送路の試験及び測定の為に用いる。

## 録音機器
録音機がアナログだった時代にはミキシングコンソールにはテストトーン用の正弦波発振器が内蔵されていることが多く、もっぱらアナログ録音機のレベル調整用として用いられた。一般にマスターテープに対して基準レベルとして1kHz0VUの信号とともに、アジマス及びイコライザー調整用の10kHzと低域イコライザー調整用の100Hzを記録することが一般的だった。例えば、日本民間放送連盟の「ラジオCM素材取り扱い要領（2005年改訂版）」では、6mmオープンリールテープでラジオ局にCMを搬入する場合、角度規正用信号10kHzとレベル規正用信号1kHzを10秒ずつ記録することになっている。なお、アジマス調整用信号の周波数は時代により更に低い場合がある。
なおデジタルオーディオ機器の測定の際に用いられるテストトーンは1kHzではなく、997Hzが使用される。その理由は997は1000に最も近い素数であり、なおかつ素数であれば1とそれ自身以外のサンプリング周波数で割り切れないため、測定ポイントが音声信号の特定の位相に隔たることがなくなって測定誤差を極限まで減らすことができるからである。この997Hzのテストトーンは、周波数の正確さを必要としない場面ではアナログオーディオの頃からの慣習にならって「1kHz」と呼んでもよいことになっている。 
録音機がデジタル化された当初は量子化ビット数による最大振幅の信号を0dB(0dBFS)として-20dBを0VUとする調整がなされることが多かった。しかし、POPS系の作品ではリミッターにより聴感上の音圧を上げてより聴感上の平均レベルが上がるような運用がなされた、といったことがあって、音楽録音ではジャンルによりピークマージンが異なる運用が一般的になった。POPS系の作品では-16dBあるいはそれ以上を基準として用いるケースが多くなった。

## 放送
放送においては局舎内のレベル規正信号として映像のカラーバーなどとともに1kHz0VUの信号音を用いて基準レベルとし、機器の入出力レベルなどを調整する。番組交換基準によりプログラムが記録されたテープの冒頭には規定の長さのテストトーンが記録される。
スピーカーを通すと「ポー」、あるいは「ピー」という音で聞こえる。周波数上あるいは聴感上、平均律ではロの音（ハ長調のシ）が一番近い。
業界では「1KHzの正弦波」または単に「1K（ワンケー、いちケー）」と呼ばれる。放送機器には調整用としてテストトーン生成装置が備え付けられていることが多いためこれを自主規制音として使うことがあり、俗に「ピー音」とも呼ばれる。
テストトーンが終了するとカラーバーにBGMを流す放送局もある。
また、ラジオの放送で使われる時報（「ポーン」）も基本的に1KHz程度の正弦波が用いられる（NHKラジオの時報については、57秒から59秒の予報音が440Hz正弦波、00秒の正報音が880Hz正弦波となっている）。